# Eupithecia piperata
Eupithecia piperata är en fjärilsart som beskrevs av Stephens 1831. Eupithecia piperata ingår i släktet Eupithecia och familjen mätare. Inga underarter finns listade i Catalogue of Life.